# الدنمارك في الألعاب الأولمبية الصيفية 1896
شارك 3 رياضيون من الدنمارك في خمس رياضات في الألعاب الأولمبية الصيفية 1896 في أثينا وحقّقوا ميدالية ذهبية، وميداليتين فضيتين، وثلاث ميداليات برونزية.